# Georg Bachmayer
Georg Bachmayer (Fridolfing, 12 agosto 1913 – Münzbach, 8 maggio 1945) è stato un militare tedesco.

## Biografia
Georg Bachmayer nacque il 12 maggio 1913 a Fridolfing. Dopo aver frequentato le scuole elementari e due anni di scuola media, iniziò a lavorare come operaio in una fornace. Il 1° maggio 1933 si tesserò al Partito Nazista (con matricola numero 3.204.530). Il 14 aprile 1933 divenne membro delle SS (matricola numero 69.535). Il 20 aprile 1933 fu accettato nella 34^ SS Standarte di Monaco di Baviera. Il 20 gennaio 1934, Bachmayer si unì alla formazione dell'Alta Baviera come servizio guardia nel campo di concentramento di Dachau. Dal 10 settembre 1938 venne promosso capo plotone, dopo che l'anno precedente aveva preso parte ad un corso di formazione per artiglieri nell'esercito tedesco.
Promosso al rango di Hauptsturmführer (capitano) delle SS, già membro delle SS-Totenkopfverbände, dal 1° gennaio 1939 entrò in servizio nel campo di concentramento di Mauthausen come vicecomandante, con competenza sulla custodia dei prigionieri e sul controllo di tutti i campi satelliti. Supervisionò anche la produzione di granito nella cava del campo e diresse la costruzione del campo di Ebensee. Nel novembre del 1943 fu per breve tempo comandante del campo satellite di Ebensee durante la sua costruzione, ma venne sostituito dopo alcune settimane da Alfons Bentele. Tornò in servizio a Mauthausen in maniera permanente, rimanendovi sino al maggio del 1945.
Era considerato un sadico brutale.
«Bachmayer era chiaramente un sadico. La sua specialità era quella di avere due mastini, di cui uno chiamato Lord (1940), che scagliava contro i detenuti così che venissero sbranati vivi. Nel gergo del campo questa morte atroce era conosciuta come "il bacio del cane". La vera causa di morte da un punto di vista medico era di solito per dissanguamento, quando il detenuto non moriva prima d'infarto. Delle migliaia di detenuti che Bachmayer uccise o seviziò, qui se ne vuole menzionare uno in particolare.
Un giorno durante l'appello serale, nel blocco 20 i conti non tornavano: un detenuto era mancante. Le sfortunate vittime della cosiddetta "Aktion K", venivano rinchiuse nel famigerato blocco 20 sotto speciali misure di sicurezza [...] e lì venivano lasciate letteralmente morire di fame. Fin quando un detenuto fuggito non veniva ritrovato, tutti gli altri detenuti del campo dovevano rimanere in piedi nello spiazzo dell'appello. Il detenuto mancante fu infine trovato in uno dei blocchi comuni dove si era nascosto nella speranza di evitare la morte per fame. Quando Bachmayer ricevette il rapporto che il detenuto era stato ritrovato, si trovava a due passi dal sottoscritto; cominciò a tremare per l'eccitazione e la gioia e disse fra sé "questo qui me lo uccido io" e così fece.»
All'inizio di maggio del 1945, Bachmayer, assieme al resto della dirigenza del campo di concentramento di Mauthausen, si diede alla fuga e riparò in una fattoria a Priehetsberg, vicino a Münzbach, dove già sua moglie, che si era spacciata per una rifugiata, lo stava aspettando con le loro due figlie. L'8 maggio 1945, Bachmayer uccise la moglie e i due figli e si suicidò. Il 23 maggio 1945, il corpo di Bachmayer fu riesumato da una commissione dell'esercito americano per effettuare un'identificazione e per registrarla fotograficamente. Nel 1948, il suo corpo fu riesumato di nuovo e sepolto nel cimitero orientale di Münzbach, insieme agli altri membri della sua famiglia.